# Ashkan Dejagah
Seyed Ashkan Dejagah (en persa: سید اشكان دژآگه‎; Teherán, 5 de julio de 1986) es un futbolista iraní. Juega como centrocampista en el Foolad F. C. de la Iran Pro League.

## Selección nacional
Ha sido internacional con la selección de fútbol de Irán, ha jugado 59 partidos internacionales y ha anotado 11 goles. También fue internacional con la selección de fútbol sub-21 de Alemania.
El 5 de mayo de 2014, Carlos Queiroz incluyó a Dejagah en la lista provisional de 28 jugadores con miras a la Copa Mundial de Fútbol de 2014.

## Clubes
| Club                    | País       | Año       |
| ----------------------- | ---------- | --------- |
| Hertha Berlín           | Alemania   | 2004-2007 |
| VfL Wolfsburgo          | Alemania   | 2007-2012 |
| Fulham F. C.            | Inglaterra | 2012-2014 |
| Al Arabi S. C.          | Catar      | 2014-2017 |
| VfL Wolfsburgo          | Alemania   | 2017      |
| Nottingham Forest F. C. | Inglaterra | 2018      |
| Tractor Sazi            | Irán       | 2018-2021 |
| Al-Shahaniya S. C.      | Catar      | 2021-2022 |
| Foolad F. C.            | Irán       | 2022-     |

## Palmarés

### Títulos nacionales
| Título        | Club           | País     | Año     |
| ------------- | -------------- | -------- | ------- |
| 1. Bundesliga | VfL Wolfsburgo | Alemania | 2008-09 |
| Copa Hazfi    | Tractor Sazi   | Irán     | 2019-20 |